# Plisa (vattendrag i Belarus, lat 54,20, long 28,58)
Plisa (vitryska: Пліса) är ett vattendrag i Belarus.   Det ligger i voblasten Minsks voblast, i den centrala delen av landet, 70 km öster om huvudstaden Minsk.